# 菅谷純子
菅谷 純子（すがたに じゅんこ、1950年8月 - ）は、日本の薬学者。専門は、病態生化学・臨床検査学・遺伝子診断学・薬物動態学。学位は、薬学博士（大阪大学・1981年）。関西医科大学医学部講師、静岡県立大学薬学部教授などを歴任。

## 来歴

### 生い立ち
1950年生まれ。大阪大学に進学し、薬学部の製薬化学科にて薬学を学んだ。1973年に、大阪大学を卒業した。なお、のちに大阪大学より薬学博士の学位を授与されている。1981年 大阪大学 薬学博士 論文名は「Penicillium notatumホスホリパーゼB1に関する研究」。

### 学究活動
大阪大学卒業後、関西医科大学の医学部にて医化学教室に任用され、1975年には医学部の助手となった。1982年には、医学部の講師に昇任している。1984年にアメリカ合衆国に渡り、2年間にわたりテキサス大学サンアントニオ校にて在外研究員を務めた。
1996年、静岡県立大学に採用され、薬学部の講師に就任した。2002年には薬学部の助教授に昇任し、2007年より薬学部の准教授となった。2008年、薬学部の教授に昇任した。薬学部においては、主として薬学科の講義を担当した。また、静岡県立大学の大学院にて、薬学研究科の教授も兼務した。静岡県立大学の薬学部にて名誉教授と客員教授を兼ねる三輪匡男らとともに、生体情報分子解析学の研究室に所属した。また、静岡県立大学に勤務している傍ら、アメリカ合衆国の保健福祉省が設置する国立環境衛生科学研究所の客員研究員にも就任した。2016年3月31日、静岡県立大学を定年退職した。

## 研究

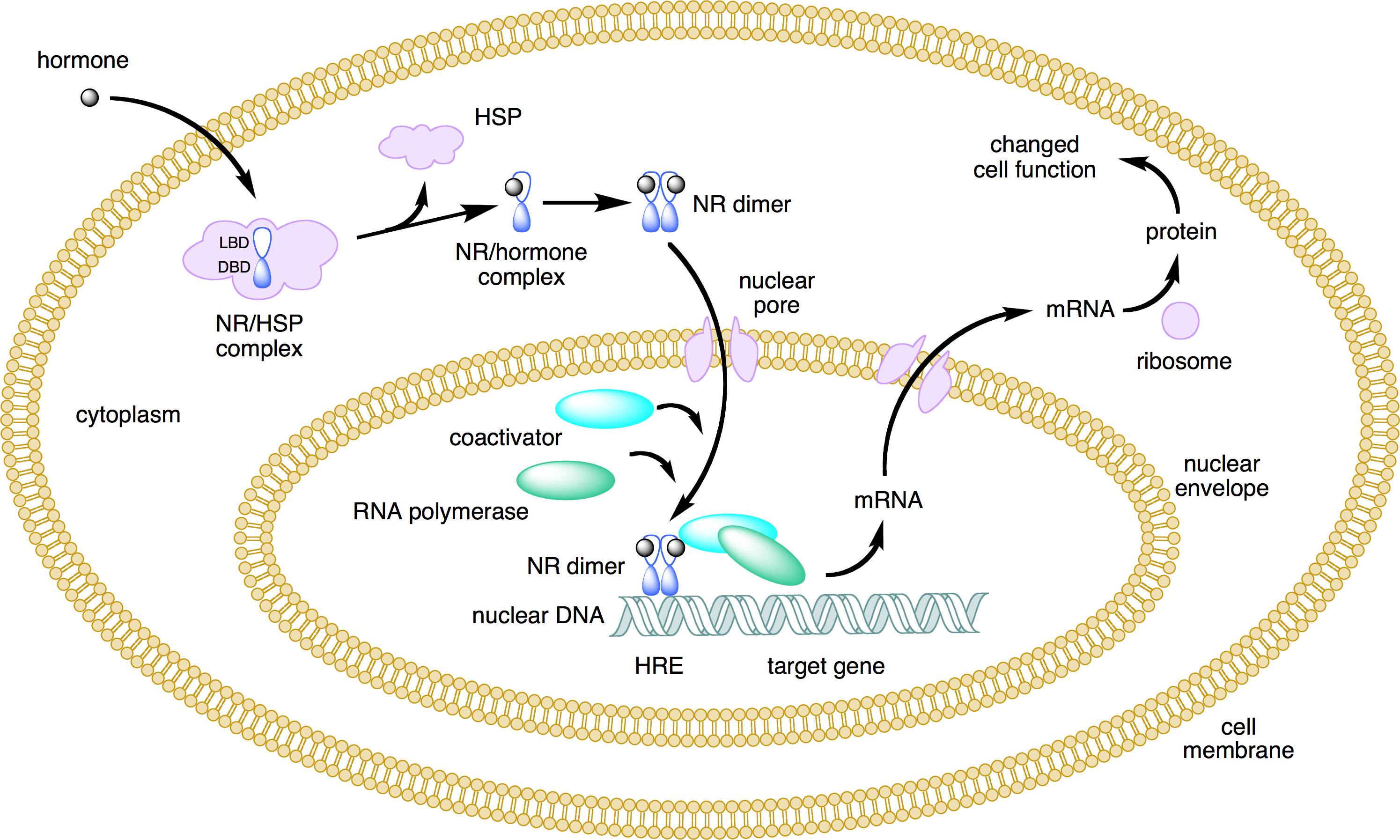
核内受容体の作用

専門は薬学であり、特に病態生化学、臨床検査学、遺伝子診断学、および、薬物動態学などを専攻している。生体異物代謝酵素や膜輸送体の発現調節について研究しており、その知見を医薬品の有害作用の回避に役立てようと試みている。具体的には、核内受容体を介する生体異物代謝酵素や薬物トランスポーター遺伝子において、その転写の調節と変異遺伝子を対象とする研究を行っている。
また、核内受容体のスーパーファミリーの中でも、構成的アンドロスタン受容体の発現を調節するメカニズムなどを研究している。さらに、肝細胞の分化を誘導するメカニズムについても研究しており、この研究により得られた知見を再生医療の分野に生かそうと試みている。

## 略歴
- 1950年 - 誕生。
- 1973年 - 大阪大学薬学部卒業。
- 1973年 - 関西医科大学医学部任用。
- 1975年 - 関西医科大学医学部助手。
- 1982年 - 関西医科大学医学部講師。
- 1984年 - テキサス大学サンアントニオ校在外研究員。
- 1996年 - 静岡県立大学薬学部講師。
- 2000年 - 国立環境衛生科学研究所客員研究員。
- 2002年 - 静岡県立大学薬学部助教授。
- 2007年 - 静岡県立大学薬学部准教授。
- 2008年 - 静岡県立大学薬学部教授。
- 2008年 - 静岡県立大学大学院薬学研究科教授。
- 2016年 - 静岡県立大学定年退職。

## 著作
- 菅谷純子・伊藤誠二稿「プロスタグランジン・オキシトシン受容体」日本比較内分泌学会編『生殖とホルモン』学会出版センター、1998年。ISBN 9784762218828

## 関連人物
- 五十里彰
- 三輪匡男